# 捕鯨船

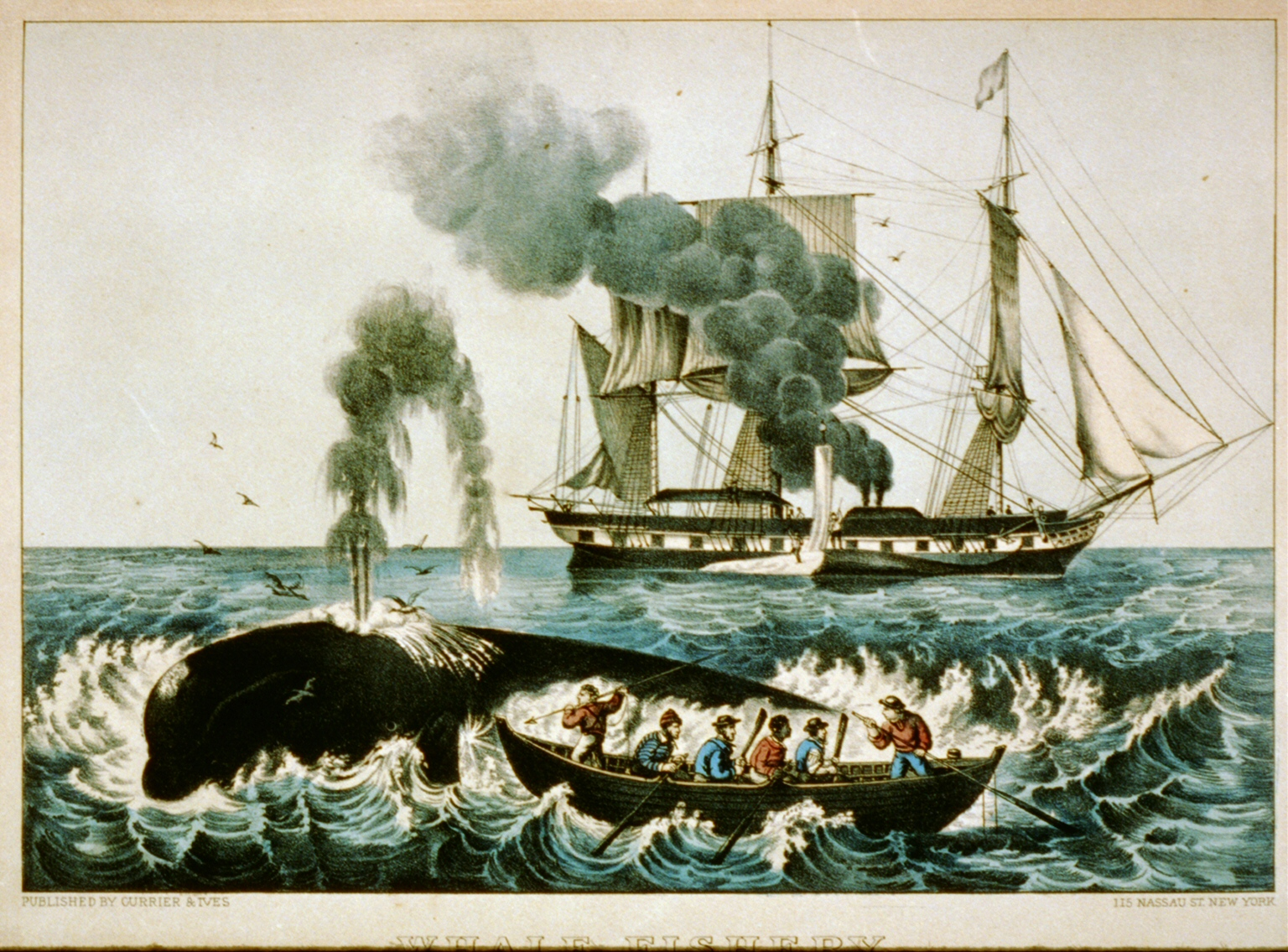
19世紀末頃のニューイングランドの捕鯨船

捕鯨船（ほげいせん）とは、捕鯨に用いられる船のことである。

## 法律上の定義
日本の法令上は、各種捕鯨業やいるか漁業に用いる漁船の一種にあたる。
国際捕鯨取締条約では、以下のような用語を使用している。
- 「捕鯨船 (whale catcher)」 - 鯨の追尾、捕獲、殺害、引寄せ、緊縛又は探察の目的に用いるヘリコプターその他の航空機又は船舶（2条3項）として、船舶以外を含む用語をしている。
- 「母船 (Factory ship)」 - 船内又は船上で鯨を全部又は一部処理する船舶をいうとしている。

## 分類

### 捕鯨船団を構成する船
ここでは捕獲に使う船のみでなく、捕鯨船団を構成する特徴的な船についても述べる。

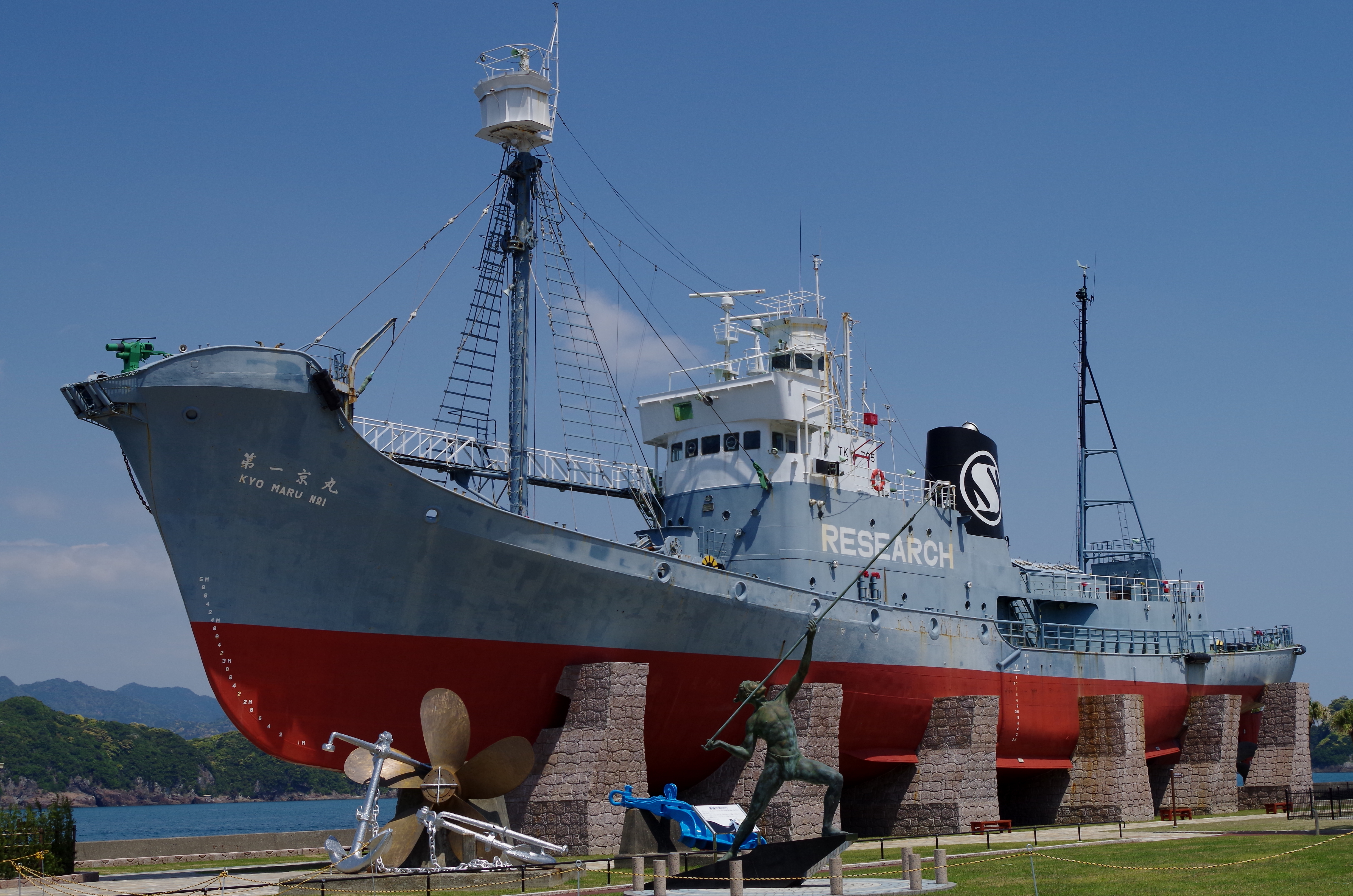
キャッチャーボート 第一京丸（保存船）

キャッチャーボート
鯨を捕獲するためにロープ付きの銛を撃ち出す捕鯨砲を搭載し、直接の捕獲に当たる船。高いマストに見張り台を備え、第二次世界大戦後になると探鯨用にソナー（探鯨機）を装備する船が多くなった。捕鯨砲が据えられた船首は、航洋性を高めるために高い船首楼になっている設計が多く、しばしば「ガンナーズ・ブリッジ（砲手橋）」と称するキャットウォーク（橋の様な細い通路）で船橋と繋がれている。船団の船員には鉄砲船とも呼ばれ、乗組員、特に砲手は鉄砲さんと呼ばれた。1950年代頃までは、鯨に接近を気づかれないよう、主機関にはディーゼルエンジンよりも水中騒音の低いレシプロ蒸気機関を使用するケースが多かった。
1987年から2019年に行われた日本の調査捕鯨の船団では標本採集船と呼ばれ、目視調査船を兼ねる場合は目視採集船と称していた。
捕鯨母船
鯨の解体加工設備を有する船。捕獲した鯨を解体用の甲板に上げるスリップウェイやクロー（鯨の尾を掴む装置。尾羽はさみ）と呼ばれる専用設備があるほか、解体作業を行う作業員の居住設備を有する。解体作業の他に鯨油の製造設備を持つものは捕鯨工船とも呼ばれ、クワナー・ボイラーやハートマン・ボイラーに代表される蒸気式の大規模な鯨油採取設備を搭載した。ミール・プラントと呼ばれる飼料・肥料用製造設備や船団への補給設備を有する場合もある。一部の捕鯨母船には、鯨の群れを探すために飛行艇やヘリコプターを搭載し、船尾にヘリコプター甲板を備えた母船もあった。
日本では1970年代以降、母船式捕鯨の縮小により冷凍工船や塩蔵工船の随伴をやめ、捕鯨母船に食肉用の鯨肉冷凍加工設備や塩蔵加工設備を搭載する総合母船としての機能を有するようになった。
1987年から2019年に行われた日本の調査捕鯨の船団では、使用された日新丸は調査母船と呼ばれていた。
塩蔵工船/冷凍工船
捕鯨母船が解体・食肉処理した鯨肉を、長期保存が可能なように塩漬けに加工する設備や、冷凍保存する冷凍機や冷蔵庫などの設備を備える工船。
塩蔵/冷凍工船は、日本を始め、鯨肉を大量に消費する文化のある国が保有したもので、鯨油のみを目的として捕鯨を行っていた国では存在しない船種である。後には塩蔵と冷凍保存の両方が1隻で行える船が主流となり、設備を捕鯨母船に移し統合されていった。
油槽船
捕鯨工船で生産された鯨油を輸送するための船で、タンカーの一種。往路では重油や軽油を搭載して船団の各船への補給を行い、復路では生産した鯨油を積載する例が多い。また、食料や各種生活物資を搭載した船団への補給船としても用いられた。
日本の戦後南氷洋捕鯨では、往路の途中で船団へ燃料を補給した後は船団を離れ、中東地域で船舶用燃料を積み込んだ後に南氷洋で合流して再び船団に燃料を補給。生産された鯨油を積み込んで輸出先である欧米に鯨油を輸送した後に、再び中東地域に寄港して日本向け原油を積載。日本への帰路につき、原油の荷降ろし後に次の船団に随行する、というローテーションで運用され、その業務の性格から「中積油槽船」と呼ばれた。
探鯨船
捕獲対象の鯨の捜索を担当する船。
曳鯨船
捕獲後に沈まないように空気を充填したり、ブイを付けたりした鯨を、捕鯨母船まで曳航する船。
探鯨船と曳鯨船は、共に専業の船が建造されることは少なく、旧型のキャッチャーボートを流用する場合が多かった。小規模な船団では、船団内のキャッチャーボートが持ち廻りで担当する例も多かった。
大発艇/川崎船
日本の船団式捕鯨で、捕鯨母船で大まかに解体した鯨肉を冷凍工船などへ移送するのに用いられた小型艇。捕鯨母船に数隻が搭載された。名称の違いは会社により、大発艇は大洋漁業と極洋捕鯨、川崎船は日本水産で用いられた名称である。川崎船は、蟹工船やサケ・マス工船に随伴する小型漁船の名称に由来する。ソ連の捕鯨船団でも小型艇を「カワサキ」と呼んでおり、蟹工船やサケ・マス工船の影響が指摘されている。“大発艇”の名称は、旧日本軍が用いた上陸用舟艇の一つである大発動艇の略称に由来するという説がある。
なお、後述するように戦時には捕鯨母船他の捕鯨船は徴用されて軍用艦艇として使用されており、終戦後は軍用艦艇が払い下げられるなどして捕鯨船に転用されるという逆の例もある。日本では戦後に近海捕鯨で捕鯨母船として用いられた第一号型輸送艦（輸九号、輸十三号、輸十六号、輸十九号）の例がある。

### 沿岸捕鯨船（日本）
北海道の網走・函館、宮城県石巻市鮎川浜などを基地とする太平洋方面沿岸・沖合水域の捕鯨や、千葉県南房総市の和田漁港などを基地とする房総沿岸捕鯨、和歌山県太地町の沿岸捕鯨、佐賀県呼子・唐津などを基地とする西海沿岸捕鯨等では、母船式の南氷洋捕鯨の導入と前後して小型のキャッチャーボートを用いた近代捕鯨が導入された。各捕鯨船が単独で操業し、捕獲後は陸上の鯨体処理場で解体された。捕鯨会社に新規採用後、沿岸捕鯨船で実績を積んで、南氷洋捕鯨の捕鯨船に転身することもあった。遠洋捕鯨のキャッチャーボートと同様に鯨に接近を気づかれにくい低騒音の機関が好まれ、焼玉エンジンが長く用いられていた。
沿岸捕鯨はイワシクジラよりも大形の鯨を捕獲する大型捕鯨と、ミンククジラよりも小形の鯨を捕獲する小型捕鯨に二分された。漁業法令（漁業法第52条第1項の指定漁業を定める政令）上も、100総トン以上のキャッチャーボートを使用するもので母船式捕鯨業以外のものを「大型捕鯨業」、沿岸海域で50総トン以下のキャッチャーボートを使用するものを「小型捕鯨業」と分類していた。
大型捕鯨はIWCの規制に合わせて、1976年（昭和51年）からナガスクジラとイワシクジラの捕鯨が禁止され、ニタリクジラとマッコウクジラのみが認められたほか、1985年（昭和60年）時点で漁場は三陸沖から和歌山沖の太平洋、漁期は4月から9月がニタリクジラ、8月から翌年の3月がマッコウクジラに限定された
小型捕鯨はミンククジラやツチクジラ、ゴンドウクジラが捕獲対象で、ミンククジラはIWCの規制で年320頭、に規制されていた。ツチクジラとゴンドウクジラはIWCの管轄外だが、日本独自の自主規制でツチクジラは1983年（昭和58年）以降年間40頭の捕獲枠が設定された。1985年時点で9隻が登録されていたが、その後も減少し、2019年7月の日本の商業捕鯨再開の時点では、6事業者5隻の沿岸捕鯨船が操業している。
2020年（令和2年）12月1日付の漁業法改正により、大小型を問わず、陸上の処理施設を基地として操業する捕鯨形態は「基地式捕鯨業」に改称された。
天渡船（てんと船、テント船）
和歌山県太地町で、明治時代から昭和40年代までゴンドウクジラの突き取り漁に使われていた小型のキャッチャーボート。「天渡」の由来は、「天に渡るほど沖合に出漁する船だから」とされる。船首に銛を搭載し5挺の櫓を備えた手漕ぎ船として始まったが、1903年（明治36年）にアメリカ式捕鯨を元にした連装銃である前田式捕鯨銃が発明され、1913年（大正2年）には小型焼玉エンジンを搭載し動力化された。5t前後の木造船に乗組員は5名前後という個人経営で、最盛期には10隻以上の天渡船が太地町の沖合で操業した。

## 歴史
ここでは捕鯨船の発達の歴史のみを追う。捕鯨全体の発達については捕鯨#歴史を参照。

### 世界の捕鯨船の発達

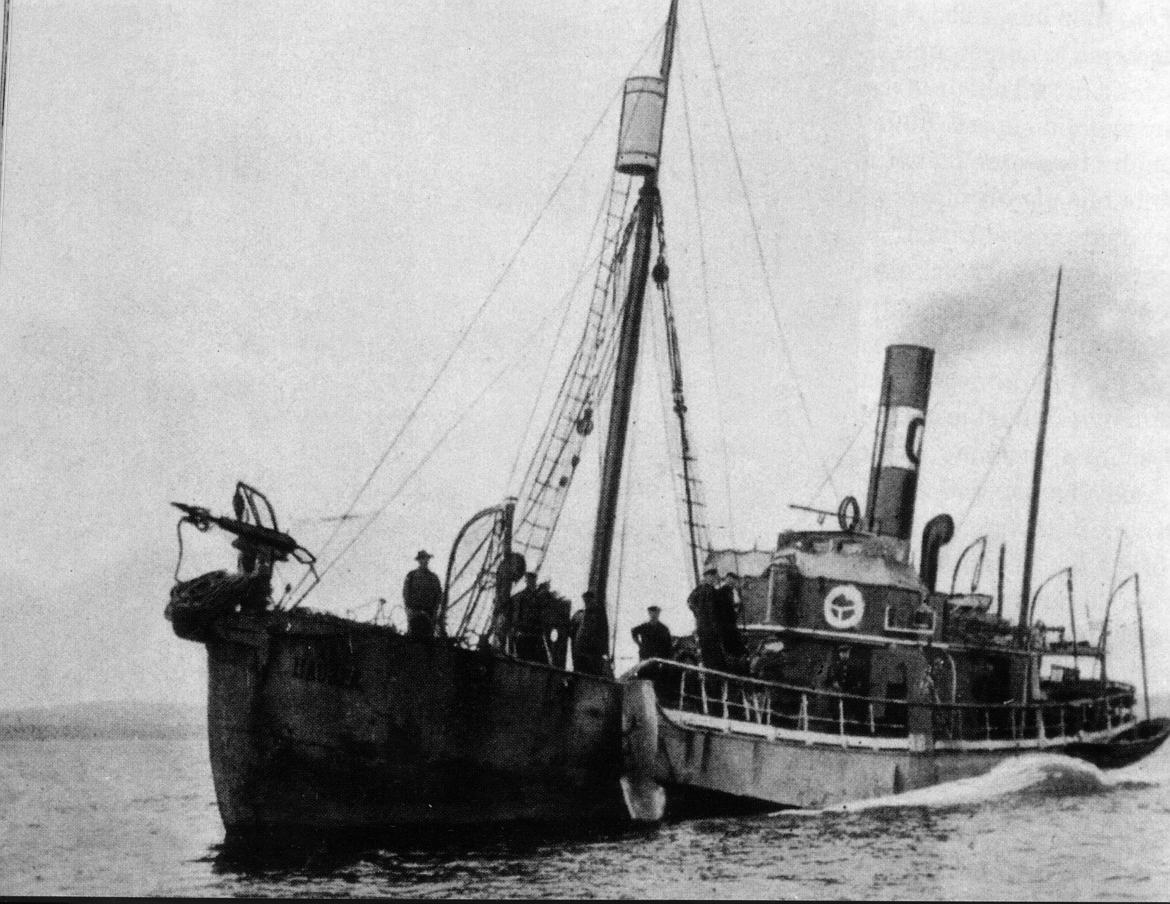
捕鯨砲を装備したノルウェー式捕鯨船（1900年ごろ、カナダ・ケベック）

古代の沿岸捕鯨時代では、カヌーのような手漕ぎの小舟が用いられたと考えられており、ノルウェー北部のロドイの壁画（紀元前2200年）には2頭のアザラシや鯨と共に船のようなものが描かれている。また、日本の福岡県糸島市で出土した弥生時代後期前半の弥生土器には、鯨とみられる線刻があり、銛が突き刺さった状態を著したとみられる線が描かれている。伝統的な捕鯨地域では、現在でも小舟や銛を用いた捕鯨が行われている。7世紀には、ノルマン人が船に槍を積みこんで行う捕鯨を始め、アイスランドとバスク地方に伝わった。バスク地方の捕鯨はビスケー湾で回遊する鯨を対象に行われたが、湾岸の鯨が減少すると欧州沿岸を移動しながら大西洋に進出し、ヨーロッパ沿岸の鯨を捕獲していった。
1596年、オランダの探検家であるウィレム・バレンツはスピッツベルゲン島に到達し、ホッキョククジラの漁場を発見した。1611年以降、北緯70度以北の海域で長さ約30mのより大型の帆船を用いて、外洋に出て行う捕鯨が始まった。これらの帆船には捕鯨ボート（Whaleboat, Whaler, 捕鯨艇）と呼ばれた細長く高速の専用艇が4-7隻ほど搭載され、鯨を発見すると捕鯨ボートを降ろして銛や捕鯨銃などを使い捕獲を行った。捕獲後、本船である帆船の舷側に鯨を係留して脂皮が剥がされた。本船には炉が設置されるようになり、船上での採油が行われた。こうした帆走捕鯨船は小説『白鯨』にも登場するように、特にアメリカでは非常に盛んに用いられた。
1860年頃には、ノルウェーで甲板固定式の捕鯨砲が開発され、汽船に捕鯨砲を装備したノルウェー式の捕鯨船が実用化された。これにより、従来は捕獲が困難だったナガスクジラ科のクジラが容易に捕獲できるようになった。捕獲後は鯨を港へ曳航し、陸上の工場で解体加工することが多かった。初期は100総トン以下の小型船であったが、後の南極海での船団式捕鯨でキャッチャーボートとして活躍した中には900総トンに達するものもある。通常はスクリュー1基の一軸型であるが、運動性の高いザトウクジラ捕獲を目的として、小回りの利く二軸型も建造された。

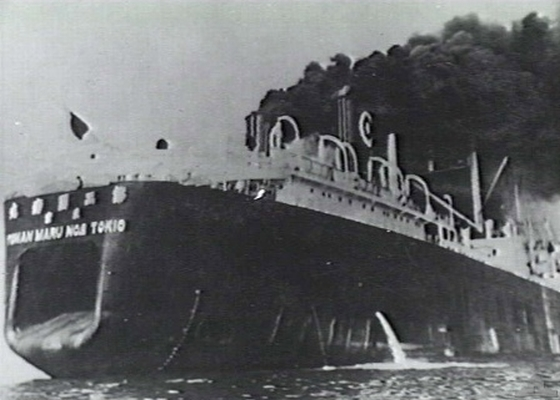
捕鯨母船の船尾スリップウェー（日本の第二図南丸）

20世紀初頭には、基地設備の無いところでの操業を可能とするため、蒸気式の大規模な採油設備が備えられた捕鯨母船が開発された。1903年に運用が始まったロシア帝国の太平洋捕鯨漁業会社のミハイル号（3643総トン）、及びノルウェー人が設計したテレグラーフ (Telegraf) 号（737総トン）はその最初期の例である。当初は帆船時代同様の舷側解体を行わなければならず、皮のみの非効率な利用で、また安全に作業をするには湾内に停泊しなければならなかった。その後、1922年に船尾のスリップウェーが考案されると洋上作業が容易になり、しかも甲板で解体することから骨や内臓なども鯨油原料とした効率的な利用が行えるようになった。改装を受け世界初のスリップウェー装備母船とされたノルウェーのランシング号（7990総トン）は、1924年にアフリカ沿岸で操業を行い、翌年には南極海へ出漁した。洋上作業可能な捕鯨母船開発の背景には、捕鯨産業でノルウェーと競合関係にあったイギリスが、南極大陸の領有権問題もあって、領有権を主張する海域からノルウェーの捕鯨母船の排除を図ったことがあるといわれる。さらに1930年代のクローの実用化で近代的な捕鯨母船は完成した。この間、急激に船体も大型化し、当初は1,000総トン以下のものもあったのが、1930年頃には2万総トン前後に達した。捕鯨母船を中心に10隻以上の船団が組まれ、キャッチャーボートなどが分業して活動するようになった。

### 日本の捕鯨船の発達

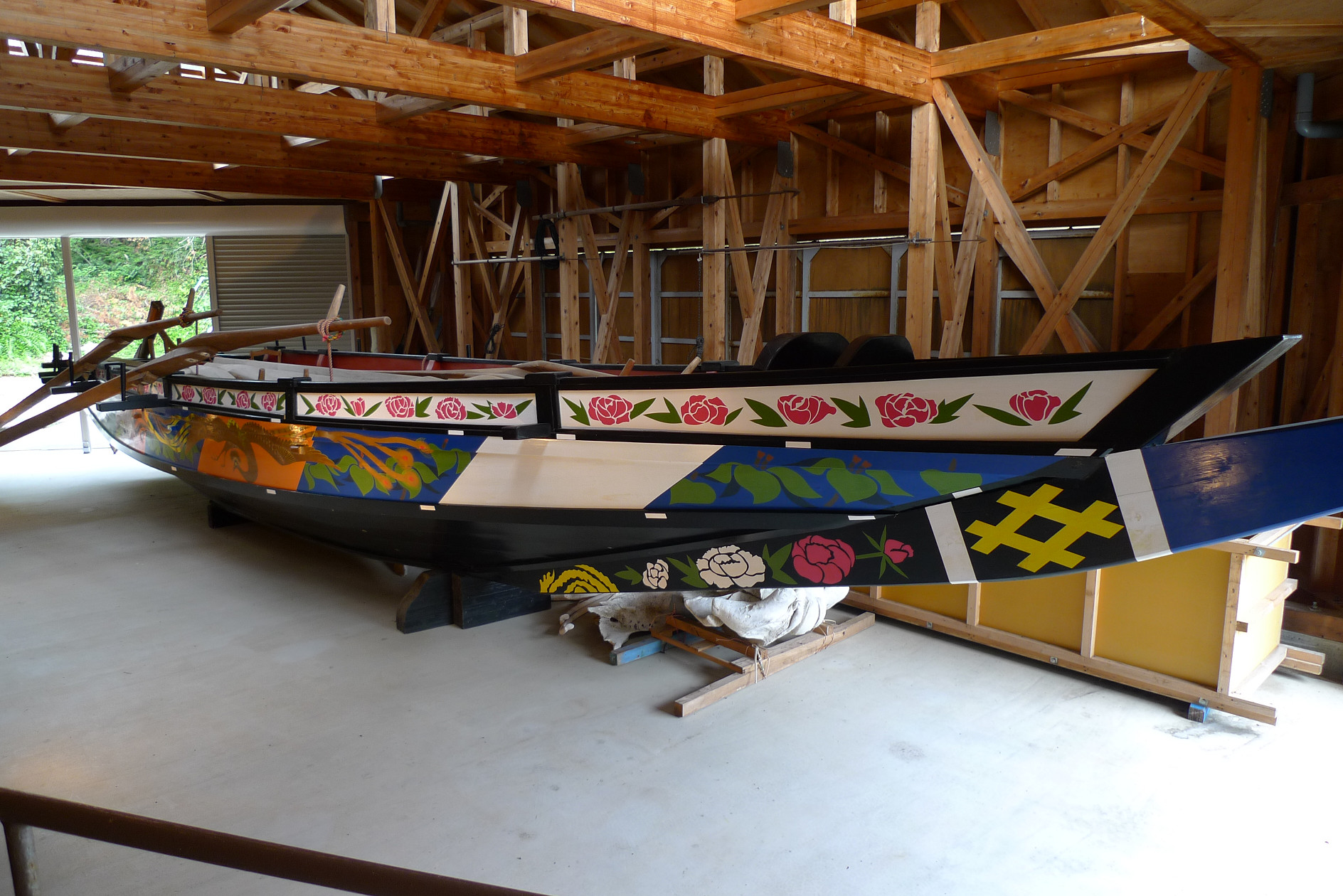
復元された古式捕鯨の捕鯨船（くじらの博物館蔵）

日本の古式捕鯨では、用途に応じた多様な捕鯨船が鯨組と呼ばれる捕鯨集団によって開発された。鯨を追い込み銛を打つ15人乗り八丁艪の快速艇勢子舟、網を展開して鯨を拘束する網舟、2隻組で捕獲した鯨を挟み込み曳航する持双舟（もっそうぶね。持左右舟とも）などが存在した。いずれも船団内での識別と装飾のため赤や黄、黒などの派手な色彩で塗装され、きらびやかな姿を誇った。
幕末に入ると、1863年以降、幕府や福岡藩、長州藩、仙台藩がアメリカ式捕鯨が試みた。明治維新以降も古式捕鯨と併せて網取法とアメリカ式捕鯨において用いる捕鯨銃を組み合わせた漁法が試みられた。1899年（明治22年）にはロシア帝国の捕鯨会社がノルウェー式捕鯨による捕鯨を日本海で始め、1894年（明治27年）に設立されたロシア太平洋捕鯨が大量の鯨肉を日本に供給したことから、西洋式の捕鯨技術の導入が急がれた。1898年（明治31年）秋、長崎に住むフレデリック・リンガーが共同出資した捕鯨船オルガが出漁し、翌1899年（明治32年）春までに73頭を捕獲した。同年7月には、山口県で山田桃作と福沢諭吉の門弟の岡十郎が日本遠洋漁業を創業した。岡は創業に先立ち、ロシア太平洋捕鯨との契約が切れて長崎に住んでいたノルウェー人砲手ピーターソンに接近し、創業後は彼を雇い入れると共にピーターソンの指導で初の国産鋼製捕鯨船の建造に着手。初のノルウェー式による国産捕鯨船である第一長周丸は、1900年（明治33年）2月から蔚山港と釜山港を基地に15頭を捕獲したが、1901年（明治34年）2月に第一長周丸や輸送船が相次いで座礁し、ついには12月に第一長周丸が沈没した。それでも、1908年（明治41年）までに12の捕鯨会社が相次いで設立され、ノルウェー式捕鯨を採用した捕鯨船は28隻が操業するなど、過度な競争と乱獲が進行した。1909年（明治42年）3月、東洋漁業と長崎捕鯨、大日本捕鯨、帝国水産の大手四社が合併し、17隻の捕鯨船を擁する東洋捕鯨が設立されたほか、政府も過当競争防止ために鯨漁取締規則（農商務省省令）を公布し、全国の捕鯨船を30隻以下に制限した。
1934年（昭和9年）日本捕鯨（後の日本水産、現在のニッスイ）がノルウェーの捕鯨母船アンタークチックを購入し図南丸と改名、初めて南極海でのシロナガスクジラ捕鯨を行った。図南丸にはノルウェー船時代からの冷凍倉庫を装備していたが、これ以降鯨肉の冷凍設備や塩蔵設備が広く導入された。1939年（昭和14年）に日本最初の大型冷凍工船である厚生丸（元イギリス船ナレンタ号）が導入されたのを皮切りに、以後も多くの専用の塩蔵工船や冷凍工船、運搬船が船団に加入するようになり、缶詰加工も行われた。なお沿岸捕鯨では、捕獲した鯨を基地へ曳航する際に、肉の鮮度低下を避けるためにオーニングと呼ばれるキャンバス（帆布）製の覆いをかけるなどの工夫を行っていた。
1987年の南極海での商業捕鯨終了後も、沿岸捕鯨の捕鯨船が建造されるほか、南極海での調査捕鯨では「採集船」の名称で継続して捕鯨船が建造された。2023年には70年ぶりの新造捕鯨母船である関鯨丸が進水した。

## 捕鯨以外の用途
航洋性が高く長距離航海に耐える捕鯨船は、他の用途への転用がしばしば行われた。

### 軍事用
米英戦争やアメリカ南北戦争の際には、多数の捕鯨船が私掠船や哨戒用の補助軍艦として用いられた。第二次世界大戦では、キャッチャーボートが駆潜艇や掃海艇として各国で使用された。第二次世界大戦時の日本では95隻のキャッチャーボートが特設駆潜艇や特設掃海艇などの特設艦艇として正規艦艇の補完用に徴用された他、輸送船として6隻の捕鯨母船全てが徴用され、うち67隻のキャッチャーボートと捕鯨母船すべてが戦没または徴用中に沈没している。また、イギリス海軍ではキャッチャーボートの設計を流用したフラワー級コルベットが建造され、一部は戦後に民間の捕鯨船になっている。

### その他
捕鯨母船は漁期以外はタンカーとして使用されることがあった。また帆船時代の捕鯨船は、スコット隊のテラ・ノバ号のように極地探検隊の探検船に用いられたこともある。江戸時代の日本では、捕鯨船の高速性能を生かして水害時の救難や復興作業に用いられ、「鯨船鞘廻御用（くじらぶねさやまわしごよう）」と称していた。
1977年、日本の排他的経済水域が沿岸から200海里に拡張され、その面積がおよそ405万km²に拡大した際には、海上保安庁の巡視船の建造が間に合わず、海上保安庁は1978年に、巡視船を補完する警備救難用船舶の種別として「漁業監視船」を定め、商業捕鯨の縮小で余剰となっていたキャッチャーボート2隻（第二十五興南丸、第十八関丸）を用船した。これらのキャッチャーボートには固有の乗員の他に各2名の海上保安官が乗船する体制がとられ、1980年代初頭まで運用された。また、海上保安庁への用船期間の終了後は水産庁に漁業取締船として用船された。